# Хедилог
Хедилог (грч. Ηδύλογος) је у грчкој митологији био један од ерота.

## Митологија и уметност
Био је крилати бог „слатког разговора“ и ласкања. Није поменут ни у једној постојећој литератури, али се његов приказ налази на макар једној античкој вази. Ту је приказан поред Потоса, како вози Афродитине кочије. Његови родитељи нигде нису наведени, али је он можда био Афродитин син.